# تشارلي فيلانويفا
تشارلي فيلانويفا (بالإنجليزية: Charlie Villanueva)‏ مواليد 24 أغسطس 1984، هو لاعب كرة سلة دومينيكي يلعب مع فريق دالاس مافيريكس في الرابطة الوطنية لكرة السلة ويحمل الرقم 3. يبلغ طوله 6 قدم 11 بوصة (2.1 م).

## فرق لعب لها
- تورونتو رابتورز
- ميلووكي باكز
- ديترويت بيستونز
- دالاس مافيريكس

## الميداليات
| الميدالية | المسابقة                             |
| --------- | ------------------------------------ |
| برونزية   | بطولة أمم الأمريكتين لكرة السلة 2011 |

## روابط خارجية
- تشارلي فيلانويفا على موقع الاتحاد الدولي لكرة السلة (الإنجليزية)
- تشارلي فيلانويفا على موقع إن بي أي (الإنجليزية)
- تشارلي فيلانويفا على موقع سبورتس رفرنس (الإنجليزية)
- تشارلي فيلانويفا على موقع كرة السلة الأوروبية.كوم (الإنجليزية)
- تشارلي فيلانويفا على موقع إي إس بي إن.كوم (الإنجليزية)
- تشارلي فيلانويفا على موقع كلية كرة السلة في سبورتس رفرنس.كوم (الإنجليزية)
- تشارلي فيلانويفا على موقع ريلجم (الإنجليزية)
- تشارلي فيلانويفا على موقع بروبوليرز (الإنجليزية)